# Zygaena carniolica
Zygaena carniolica es una especie de lepidóptero ditrisio de la familia Zygaenidae. Posee una envergadura alar de unos 7 cm. Sus alas son negras con grandes manchas rojas rodeadas de un halo blanco.
En cuanto a su hábitat prefiere jardines y zonas de arbustos próximas a bosques. Es oriunda de Europa, se la puede encontrar desde Portugal hasta Bulgaria, y hasta las costas al sur del mar Báltico.

## Sistemática
En Europa se han identificados las siguientes subespecies:
- Zygaena carniolica albarracina Staudinger, 1887
- Zygaena carniolica amanda Reiss, 1921
- Zygaena carniolica amistosa Aistleitner & Lencina
- Zygaena carniolica apennina Turati, 1884
- Zygaena carniolica berolinensis Lederer, 1853
- Zygaena carniolica carniolica (Scopoli, 1763)
- Zygaena carniolica cruenta (Pallas, 1773)
- Zygaena carniolica descimonti Lucas, 1959
- Zygaena carniolica diniensis Herrich-Schäffer, 1852
- Zygaena carniolica flaveola (Esper 1786)
- Zygaena carniolica graeca Staudinger, 1870
- Zygaena carniolica hedysari (Hübner, 1796)
- Zygaena carniolica leonhardi Reiss, 1921
- Zygaena carniolica magdalenae Abeille, 1909
- Zygaena carniolica modesta Burgeff, 1914
- Zygaena carniolica moraulti Holik, 1938
- Zygaena carniolica rhaeticola Burgeff, 1926
- Zygaena carniolica roccii Verity, 1920
- Zygaena carniolica siciliana Reiss, 1921
- Zygaena carniolica virginea (Müller, 1766)
- Zygaena carniolica wiedemannii Ménétriés, 1839